# Laurie Gold
Laurie Goldberg (* 28. Dezember 1918 in London; † September 2000 in Essex) war ein britischer Jazzmusiker (Saxophone, Klarinette, Arrangement). 

## Leben
Gold, dessen Eltern aus Rumänien und Deutschland stammten, wuchs im Londoner Stadtteil Leytonstore auf. Er ging mit Woolf Frank und Aubrey Frank zur Schule. Mit 16 Jahren begann er auf dem Altsaxophon und erhielt Unterricht von seinem Bruder, Harry Gold. Er spielte zunächst bei den Ambassadors von Stan Atkins bzw. Lew Foster (1937–38), dann bei Johnny Claes. Dann arbeitete er in der Band von Hetty Booth und bei Tony Carrs Mellow Music, bevor er im Herbst 1940 zum Kriegsdienst eingezogen wurde. Die Zeit als Soldat verbrachte er in verschiedenen Orchestern des Heeres, mit denen er auch Aufnahmen einspielte, um dann nach Ende der Mobilmachung zu den Gruppen von Eric Robinson und George Clouston zu gehören. 1946 wurde er Mitglied bei den Pieces of Eight seines Bruders, der er bis 1952 angehörte, in der BBC-Radioshow Music While You Work auftrat und Hoagy Carmichael auf dessen Tournee in Großbritannien begleitete. Nachdem er zwischenzeitlich nur als Manager der Band tätig gewesen war, übernahm er 1956 die Band seines Bruders, die er mit einer Unterbrechung 1960 bis in die frühen 1960er Jahre leitete. Er arbeitete dann als Musikproduzent und war zwischen 1966 und 1983 für die EMI tätig. Nach seiner Pensionierung trat er in Clacton-on-Sea gelegentlich mit durchreisenden Bands auf.